# Черкесская мифология
Мифология адыгов — объект исследования многих научных дисциплин (философии, истории, археологии, лингвистики, филологии и др.), включающий древний фольклор и народные сказания адыгов: мифы, эпосы, сказки и др.

## Общие сведения
От эпохи энеолита и ранней бронзы дошли фрагменты предметов домашнего обихода и культового назначения, с изображениями крестов, квадратов, фигур людей, животных, а также астральных знаков, которые подтверждают существование сложных представлений о загробном мире.
По космогоническим представлениям кавказских народов, земная твердь имеет круглую форму, окружена морем или горами, на краю света стоит древо жизни, соединяющее по вертикали небо, землю и подземный мир.